# Ramses II
Ramses II, även Ramesses II, Rameses eller Ramses den store, född cirka 1303 f.Kr., död cirka 1213 f.Kr., var farao från cirka 1279 f.Kr. till sin död cirka 1213 f.Kr. Hans regeringstid på 66/67 år är den näst längsta av alla antika egyptiska faraoners.
Ramses var den tredje regenten i den nittonde dynastin och son till Seti I och drottning Tuya.
Den mest ihågkomna av Ramses drottningar är Nefertari. Många av hans giftermål var politiska äktenskapsallianser mellan hans kungarike och andra länder.
Ramses utförde militära expeditioner norrut, mot områden öster om Medelhavet, där nu Israel, Libanon och Syrien ligger. I slaget vid Kadesh cirka 1286 f.Kr. stred han mot hettiternas kung Muwatallis. Under de följande tjugo åren lyckades inget av rikena besegra det andra så 1269 f.Kr. skrevs en överenskommelse under, vilket är det första bevarade fredsavtalet i historien.
Ramses II lät uppföra fler statyer och monument över sig än någon annan farao, till exempel de två templen i Abu Simbel, ett där han låtit bygga i sin egen avbild och ett där hans hustru Nefertari är avbildad.
Ramses II begravdes ursprungligen i KV7 i Konungarnas dal, men hans mumie upptäcktes 1881 i TT320 i Deir el-Bahri och finns bevarad på Egyptiska museet i Kairo. Undersökningar som forskare har gjort visar att Ramses var cirka 170 cm lång och att han hade åderförkalkning.
Han har ofta betraktats som den farao som förekommer i Torah/Gamla testamentet och även Koranen, som den som höll Moses och hans folk i fångenskap och sedan motvilligt släppte dem ur slaveriet. I Andra Moseboken 1:11 namnges två städer som Farao lät bygga; "Därför satte man fogdar över dem för att kuva dem med hårt arbete. Och de byggde städerna Pitom och Ramses, där farao hade sina förråd.", vilket kan styrka att Ramses II är den som höll Moses och hans folk i fångenskap. Det är dock oklart vilken farao det skulle ha varit då faraons namn inte framgår i skrifterna. Gör man en strikt tolkning av Bibelns datering hamnar man dock på 1440 f.Kr, då farao var Thutmosis III.

## Kampanjer och strider
Innan han blev farao deltog Ramses II i flera kampanjer mot både nubierna och Hettitiska vasallstater för att återta egyptiska områden som tidigare gått förlorat och stärka rikets gränser. Han var även själv ansvarig för krossandet av några nubiska revolter och fick själv leda en lyckad kampanj mot stammarna i dagens Libyen. Ramses II mest kända slag kom att bli slaget vid Kadesh. Vid Ramses tid som farao skall den egyptiska armén ha uppgått i cirka 100 000 man, vilket var en väldig styrka på den tiden.

### Striden mot Sherden-piraterna
Under sitt andra år som farao lyckades Ramses besegra Sherden-piraterna som under en tid plågat den egyptiska Medelhavskusten genom sina anfall mot de handelsskepp som förde varor till riket. Sherden-folket kom troligtvis från Ioniens kust, södra Anatolien eller möjligen från Sardinien. Ramses II placerade sin flotta på strategiska platser längs den egyptiska kusten där de kunde vara gömda, flottan inväntade sedan piraternas anfall på handelsfartygen. När piraterna var upptagna med handelsfartygen gick flottan till anfall. Piratflottan överraskades totalt av de egyptiska krigsskeppen och förgjordes. Att notera är att handelsskepp under perioden följde kusten så nära som möjligt och undvek till största grad att bege sig ut på öppet vatten. En stele i Tanis berättar att piraterna kommit "från havets mitt där ingen kunde stå emot dem". Sjöslaget mot Sherden-piraterna tros ha stått någonstans nära Nilens mynning och strax efter striden dyker Sherdenmän upp i avbildningar av Ramses II:s livvakter. De känns igen då de avbildas med hornprydda hjälmar som har ett klot mellan sig, runda sköldar samt raka svärd som skiljer sig från den egyptiska Kopeshen. I sjöslaget skall Ramses II:s flotta även ha besegrat ett folk som kallades Lukka samt ett folk som kallades Šqrsšw (Shekelesh).

### Första syriska kampanjen
Den direkta föregångaren till slaget vid Kadesh var Ramses första syriska kampanj. Kampanjen riktade sig mot Kanaan där oroligheter än en gång blossat upp. Under Ramses fjärde år som farao drog han in i Kanaan och en segerstele vid dagens Beirut som troligtvis rests under någon av Ramses senare kampanjer skall berätta om detta. Stelen är tyvärr för sliten för att kunna tydas men enligt andra källor skall Ramses II ha stridigt mot en Kananitisk prins som under striden blev dödligt sårad av en egyptisk bågskytt. När prinsen föll flydde den kananitiska armén och Ramses tillfångatog därefter flera kananeiska prinsar vilka fördes till Egypten som gisslan. Efter det skall han ha "plundrat de asiatiska hövdingarna i deras eget land". Han skall även ha erövrat den Hettitiska vasallstaten Amurru.

### Andra syriska kampanjen
Ramses hade länge blickat norrut mot stadsstaterna som låg i Syrien. Han hoppades på en seger vid staden Kadesh i norra Kanaan både för att använda staden för vidare kampanjer in i det syriska kärnlandet och för att emulera sin fars triumfliknande intåg i staden ungefär ett årtionde tidigare. Ramses själv hade deltagit vid sin fars sida vid intåget i staden och där varit med vid resandet av en segerstele. I Ramses nybyggda huvudstad Pi-Ramesses massproducerades vapen för den kommande kampanjen. Verkstäderna där producerade cirka 1000 vapen i veckan, 1000 sköldar på en och en halv vecka och 250 stridsvagnar på två veckor. Efter att hans armé rustats upp för den kommande kampanjen begav han sig av mot Kadesh. Där skulle han möta den enda fiende han under sitt liv aldrig skulle komma att besegra, det Hettitiska imperiet.
Vid Kadesh hamnade Ramses med en del av sin armé i ett hettitiskt bakhåll. De var i numerärt underläge men lyckades hålla ut tills Amurru divisionen av armén kom till platsen. Med Amarru divisionen lyckades egypterna vända slaget och hettiterna tvingades fly tillbaka över Orontesfloden och tvingades överge sina stridsvagnar i processen. Ramses armé var nu dock för utmattad för att följa efter och skulle inte klara av en längre belägring av Kadesh. Ramses avbröt därmed kampanjen och återvände till Egypten. Både egypterna och hettiterna skulle påstå att de segrat i slaget vid Kadesh, sanningen är nog snarare att slaget slutade oavgjort då ingen av arméerna uppnådde sitt mål. Hettiterna lyckades inte krossa egypterna och dräpa eller tillfångata faraon och Ramses lyckades inte krossa hettiterna och inta Kadesh.

### Tredje syriska kampanjen
Egypternas influens-sfär var nu begränsad till Kanaan medan det Hettitiska riket säkrade Syrien och övertog egyptiska gränsprovinser. Kananitiska prinsar, uppmuntrade av Egyptens misslyckande mot hettiterna och antagligen pådrivna av det Hettitiska imperiet, valde att göra uppror mot Egypten och under Ramses sjunde år som farao tvingades han återvända till Syrien. Denna gång lyckades Ramses bättre. Han delade upp sin armé i två delar och den ena, ledd av hans son Amun-her-khepeshef, jagade de till Hettiterna allierade Šhasustammarnas krigare genom Negevöknen och till döda havet. Där erövrade de Edom-Seir som var ett vasallkungadöme till hettiterna. De fortsatte sedan till Moab (ett annat hettitiskt vasallkungadöme) och erövrade det riket med. Ramses själv ledde den andra delen av armén, han erövrade Jerusalem och Jericho innan han med tog sig till Moab där han sammanstrålade med sin son. Den samlade armén erövrade sedan Hesbon, Damaskus, Kumidi och säkerställde sedan området kring Damaskus. Den egyptiska inflytelse-sfären var nu tillbaka till nästan samma territorier de haft innan slaget vid Kadesh och Ramses återvände till Egypten.

### De senare syriska kampanjerna
Under sitt åttonde och nionde år som farao beslutade sig Ramses för att fortsätta sina kampanjer mot de syriska rikena. Han korsade Nahr el Kalb (hundfloden) och begav sig norrut in i Amurru och fortsatte sedan norr ända till Dapur där han lät upprätta en staty av sig själv. Ramses var därmed nu i norra Amurru vilket var väl norr om Kadesh. Han begav sig vidare till Tunip som belägrades och intogs. Det var första gången på 120 år som en Egyptisk armé befann sig såhär långt norrut. Den enda som lyckats med det innan Ramses var Thutmosis III. Ramses drog sedan tillbaka till Kanaan och säkerställde området. Under hans nionde år som farao reste han en stele i Beth Shean. 
Under Ramses tionde år som farao var han tvungen att vända norrut igen. Den smala landremsan mellan Amarru och Kadesh som han erövrat visade sig vara omöjlig att hålla fast i och ett år efter Ramses kampanj till Dapur hade hela området återtagits av hettiterna. Ramses satte åter sikte på Dapur och påstår själv att han i ett slag inte ens brydde sig om att ta på sig sitt harnesk förrän två timmar efter att slaget börjat. Sex av Ramses söner deltog även i kampanjen. De hade fortfarande sina "sidlockar" och var därmed väldigt unga. Ramses återtog Dapur och erövrade sedan Retenu och slutligen Tunip igen innan han vände tillbaka. Denna kampanj skulle dock visa sig lika fruktlös som den tidigare då områdena snabbt föll tillbaka till det hettitiska riket. Ingen av de stridande sidorna verkade på ett avgörande sätt kunna besegra varandra och ett stillestånd uppstod.

### Fred med Hettitiska riket
Den avsatte hettitiske konungen Mursili III flydde till Egypten efter ett misslyckat försök att avsätta sin farbror Ḫattušili III som tidigare tagit tronen från honom genom revolt. Ḫattušili skrev till Ramses II och krävde att Mursili III skulle skickas tillbaka till Hatti. Ramses påstod dock att han inte visste vart i Egypten Mursili gömde sig och det var nära att kriget mellan de två rikena blossade upp igen. Till slut, under sitt 21:a år som farao (1258 f.Kr.,) beslutade sig Ramses för att skriva ett avtal med Ḫattušili i Kadesh. Avtalet syftade till att få slut på striderna mellan Egypten och det Hettitiska riket och är världens första bevarade fredsavtal.
Fredsavtalet skrevs ned på Akkadiska och Egyptiska och båda fredsavtalen finns bevarade. De är nästan identiska med några skillnader så som att det hettitiska fredsavtalet påstår att Egypterna bett om fred medan det Egyptiska avtalet säger motsatsen. Avtalet i sig drar inga gränser mellan rikena men andra handlingar behandlar den frågan istället. Egypternas kuststäder listas till exempel med staden Sumur norr om Byblos som den nordligaste staden. Efter fredsavtalet nämns inga fler kampanjer mot Syrien av egypterna. fredsavtalet verkar ha hållits och gränsen förblev lugn. När kungen av Mira försökte involvera Ramses i ett anfall mot hettiterna fick han till svar att tiden för intriger och support för Mursili III hade passerat. Ḫattušili III uppmanade på liknande sätt Kadashman-Enlil II som var kung av Babylon att inte anfalla Egypten vilket hans far Kadashman-Turgu lovat. Istället ville Ḫattušili att babylonierna riktade sin armé mot Assyrierna vars allierade hade dräpt ett egyptiskt sändebud och nu hotade att dra in i Kanaan och Syrien och därmed skära av länken mellan Egypten och hettiterna. 
Ramses inriktade nu sina kampanjer mot Nubien istället. Under sitt tjugoandra år som farao genomförde han en kampanj där två av hans söner, varav en var Amun-her-khepeshef, deltog. Nubien hade vid denna tid varit en egyptisk koloni i cirka 200 år och det är oklart vad som påverkat Ramses att bedriva kampanjer i området. En väggmålning visar Ramses stridande mot nubier med sina söner Amun-her-khepeshef och Khaemwaset bakom sig. En annan berättar att Ramses tvingats bekämpa en hel armé av Nubier ensam utan hjälp av sina soldater.

### Libyska kampanjer
Under Ramses tid var Egypterna aktiva på en 300 kilometerlång kustfront från Nilen in i vad som idag är Libyen. Det är oklart hur försvarsnätverket där såg ut men någon form av kustfort verkar ha existerat. Det finns inga större kampanjer eller militära drabbningar i området nedskrivna från Ramses tid utan det nämns istället bara hastigt att han erövrat och krossat dem. Det är oklart om detta syftar på en specifik kampanj som annars ej skrevs ned eller om källorna syftar på Ramses kampanj i Libyen medan hans far Seti fortfarande var farao. Det kan även vara så att de syftar på en kampanj genomförd av Seti själv som Ramses sedan gjort till sin egen.

## Utmärkelser
Asteroiden 4416 Ramses är uppkallad efter honom.

## Källhänvisningar
1. ↑  ”Ramesses II Usermaatre-setepenre (about 1279-1213 BC)” (på engelska). Copyright © 2000 University College London. http://www.ucl.ac.uk/museums-static/digitalegypt/chronology/ramsesii.html. Läst 19 januari 2016.
2. 1 2  Schulz, Regine (1998). ”Egyptens härskare”. Egypten Faraonernas värld. H.F. Ullman. sid. 528. ISBN 3-8290-3042-8. http://www.bokus.com/bok/9783848007851/egypten-faraonernas-varld/. Läst 19 januari 2015
3. 1 2 3 4 5  ”New Kingdom, Dynasty XIX, Rameses II” (på engelska). © 2003 - 2004 r. fingerson. http://www.phouka.com/pharaoh/pharaoh/dynasties/dyn19/03ramses2.html. Läst 19 januari 2016.
4. 1 2 3 4 5 6  ”Ramses II aka Ramses The Great”. Ancient Egypt Online. http://www.ancient-egypt-online.com/ramses-II.html. Läst 19 januari 2016.
5. ↑  ”KV 7 (Rameses II)” (på engelska). © 1997-2010 Theban Mapping Project. Arkiverad från originalet den 28 januari 2016. https://web.archive.org/web/20160128182953/http://www.thebanmappingproject.com/sites/browse_tomb_821.html. Läst 19 januari 2016.
6. ↑  ”Ramses II” (på engelska). Britannica.com. http://global.britannica.com/EBchecked/topic/490824/Ramses-II. Läst 6 januari 2016.
7. ↑  ”The Identification Of Pharaoh During The Time Of Moses” (på engelska). © Islamic Awareness. http://www.islamic-awareness.org/Quran/Contrad/External/mosespharaoh.html. Läst 22 januari 2016.
8. ↑  ”Andra Moseboken 1:11” (på engelska). Bibeln. http://www.bibeln.se/las/2k/2_mos#q=2+Mos+1%3A11
9. ↑  ”Amenhotep eller Ramses?” (på engelska). © Bibelfrågan. http://www.alltombibeln.se/bibelfragan/faraovem.htm. Läst 22 januari 2016.
10. ↑  ”Första Konungaboken 6:1” (på engelska). Bibeln. http://www.bibeln.se/las/2k/1_kung#q=1+Kung+6%3A1
11. ↑  R. Gabriel, The Great Armies of Antiquity, 6.
12. 1 2 3  Grimal, Nicolas-Christophe.. A history of ancient Egypt. ISBN 0-631-17472-9. OCLC 25410477. https://www.worldcat.org/oclc/25410477. Läst 7 maj 2020
13. ↑  O'Connor, David; Eric Cline (1998). Amenhotep III: Perspectives on his reign. University of Michigan Press.
14. 1 2 3  Tyldesley, Joyce (2000). Ramesses: Egypt's Greatest Pharaoh. London: Viking/Penguin Books.
15. 1 2 3 4 5 6  Kitchen, Kenneth Anderson (1996). Ramesside Inscriptions Translated and Annotated: Translations. Volume 2: Ramesses II; Royal Inscriptions. Oxford: Blackwell Publishers.
16. ↑  ”Ancient Discoveries - Egyptian Warfare”. web.archive.org. 16 april 2008. Arkiverad från originalet den 16 april 2008. https://web.archive.org/web/20080416015854/http://www.history.com/shows.do?action=detail&episodeId=211104. Läst 7 maj 2020.
17. ↑  100 Battles, Decisive Battles that Shaped the World, Dougherty, Martin, J., Parragon, sid. 10–11.
18. ↑  Stieglitz, Robert R. (1991). "The City of Amurru". Journal of Near Eastern Studies. 50 (1): 45–48.
19. ↑  Ricke, Herbert; George R. Hughes; Edward F. Wente (1967). The Beit el-Wali Temple of Ramesses II.
20. ↑  Geoff Edwards. "Zawiyet Umm el-Rakham"
21. ↑  ”Minor Planet Center 4416 Ramses” (på engelska). Minor Planet Center. https://www.minorplanetcenter.net/db_search/show_object?object_id=4416. Läst 9 mars 2024.